# Zdenko Kožul
Zdenko Kožul   (Bihać, 21 de maig de 1966) és un jugador d'escacs croata, que té el títol de Gran Mestre des de 1989, i que fou Campió d'Europa el 2006.
A la llista d'Elo de la FIDE de l'abril de 2023, hi tenia un Elo de 2533 punts, cosa que en feia el jugador número 9 (en actiu) de Croàcia. El seu màxim Elo va ser de 2640 punts, a la llista d'octubre de 2004 (posició 59 al rànquing mundial).

## Resultats destacats en competició
Kožul va néixer a la ciutat de Bihać al nord-oest de Bòsnia, (llavors República Federal Socialista de Iugoslàvia). Va obtenir de la FIDE el títol de Gran Mestre el 1989. El 1989 i el 1990, Kozul va guanyar dos Campionats de Iugoslàvia consecutius. El 1990, va guanyar la medalla de bronze amb l'equip de Iugoslàvia a l'Olimpíada de Novi Sad.
Després de la divisió de Iugoslàvia, Kozul va representar Bòsnia i Hercegovina, i va formar part de l'equip bosnià que participà en l'Olimpíada d'escacs de 1992. El 1993, Kozul, d'ètnia croata, es va establir a Croàcia, i des de llavors representa aquest país. El 1995, va guanyar l'Obert de Zadar. El 1999, fou primer al IV obert de Nova Gorica, per damunt d'un grup de forts jugadors entre els qui hi havia Lembit Oll, Anthony Miles, i Adrian Mikhàltxixin. El 2003, va guanyar l'11a edició del Memorial Vasja Pirc a Maribor.
El 2004, va arribar a la final a setze del Campionat del món de 2004 a Trípoli (Líbia), abans de ser eliminat pel futur campió del món, el búlgar Vesselín Topàlov. El millor èxit de la seva carrera fou el 2006, quan es proclamà Campió individual d'Europa a Kusadasi, per damunt de Vasil Ivantxuk (2n).
El febrer de 2014 fou setè al Torneig Casino Graz a Àustria (el campió fou Hrant Melkumian). L'abril de 2014, jugà el fort Karpos Open, a Skopje, i empatà al segon lloc amb 7 punts sobre 9 partides amb un grup de sis altres jugadors: Eduardo Iturrizaga, Robert Markus, Andrey Vovk, Iván Salgado, Davorin Kuljasevic i Serguei Grigoriants, mig punt per sota del guanyador, Kiril Gueorguiev. El 2015 empatà al segon lloc a la següent edició del Karpos Open, amb 7 punts, mig per sota del campió, Ivan Ivanišević.
El gener de 2016 fou campió de Croàcia amb 6½ de 9 partides, amb els mateixos punts que Ante Brkić i Ivan Šarić però amb millor desempat en tenir major nombre de victòries.

## Força de joc
Segons Chessmetrics, en el cim de la seva carrera, l'octubre de 2000, en Kožul tenia una força de joc de 2647, i era el 50è millor jugador del món. La seva millor actuació individual fou al Campionat del món de 2004 a Trípoli, on hi puntuà 5½ de 8 possibles punts (69%) contra uns rivals de 2671 de mitjana, cosa que dona una performance de 2724.

## Partides notables
- Alexey Shirov vs Zdenko Kozul, Cup European Club (final) 1996, defensa siciliana: Richter-Rauzer, Variant Neo-Moderna (B67), 0-1
- Joel Benjamin vs Zdenko Kozul, WchT 4th 1997, defensa siciliana: Richter-Rauzer, Variant Neo-Moderna (B67), 0-1
- Zdenko Kozul vs Sergei Rublevsky, FIDE World Championship Knockout Tournament 2004, defensa eslava (D11), 1-0